# Domuyo
Domuyo je neaktivní stratovulkán, nacházející se v argentinské provincii Neuquén. Je nejvyšší horou Patagonie, někdy bývá nazývána „střechou Patagonie“ (španělsky El Techo de la Patagonia). Věk vulkánu se odhaduje na pozdní pleistocén až začátek holocénu. Na starší, 15 km široké kaldeře se nacházejí mladší produkty vulkanické aktivity – nejméně 14 dacitových lávových dómů uvnitř a pět vně kaldery, četné fumaroly, termální prameny a gejzíry. V historii nebyla nikdy zaznamenána žádná jeho erupce.